# Museo Regionale di Messina
Das Museo Regionale di Messina, vollständiger Name Museo Interdisciplinare Regionale “M. Accascina” di Messina abgekürzt MuMe, ist ein Kunstmuseum in Messina auf Sizilien. Es zeigt unter anderem Gemälde und Statuen aus den Kirchen, die beim Erdbeben von Messina 1908 zerstört worden sind.

## Geschichte
Auf Initiative des Carmelo La Farina der „Reale Accademia Peloritana“ (peloritanische königliche Akademie) bildet sich das „Museo Civico Peloritano“ 1806. Der erste Sitz des Museums war in der „Via Rovere“, danach bis 1908 das ehemalige Kloster von San Gregorio.
Nach dem Erdbeben von 1908 wurde das neue Museum 1914 an der Viale della Libertà, 465 in einer ehemaligen Spinnerei eingerichtet und beherbergte die Gemälde und Statuen der zerstörten Paläste und Kirchen Messinas. 1976 erhielt es die Bezeichnung als Regionalmuseum Messina. In den 1980er Jahren wurden Entwürfe für einen nördlich angrenzenden Neubau präsentiert, in den das MuMe in mehreren Schritten zwischen 2016 und 2017 umgezogen ist. Der Altbau wird weiterhin für Sonderausstellungen genutzt.

## Ausstellungsräume
Säle 1 und 2 sind den Jahrhunderten 12 bis 14 gewidmet. Sie zeigen Werke aus der normannisch-staufischen Epoche. Säle 3 und 4 zeigen Figuren und Gemälde aus dem 15. und 16. Jahrhundert. So befindet sich insbesondere im Saal 4 das Polyptychon aus der Kirche S. Gregorio von Antonello da Messina. Gemälde, Figuren, Grabdenkmäler und Dekor aus dem 16. Jahrhundert sind in den Sälen 5 bis 8 vorzufinden. Säle 9 bis 11 sind dem Seicento Messinas und besonders Caravaggio (Saal 10) geweiht. Der Kulturgeschichte des Settecento Messinas widmet sich der Saal 12. Saal 13 beherbergt „die Schätze“, das sind Silber, Krippenfiguren, Keramik aus Messina.

### Erster und zweiter Ausstellungsraum: Normannisch-Staufische Epoche
- Goro Di Gregorio, Bildhauer. Figur „Madonnina degli Storpi“, 1333

### Dritter und Vierter Ausstellungsraum: Figuren und Gemälde aus dem 15. und 16. Jahrhundert

#### Dritter Ausstellungsraum
- Antonio Baboccio da Piperno (1351–1435) Figur „Madonna mit Kind“
- Werkstatt della Robbia „Madonna mit Kind“

#### Vierter Ausstellungsraum
- Antonello da Messina

Im vierten Saal ist ein bekanntes Gemälde des Antonello da Messina zu sehen: das „Polyptychon des Hl.Gregor“. Es entstand für die Chiesa di San Gregorio, das Andrea Calamech entworfen hatte. Das fünfteilige Werk zeigt die „Madonna del Rosario“ im Mittelpunkt und zu beiden Seiten, links der Heilige Gregor und rechts der Heilige Benedikt. Oberhalb der Madonna mit Heiligen befand sich ein dreiteiliges Werk, wovon das Mittelstück im Erdbeben von 1908 verlorengegangen ist. Es zeigt den Erzengel Gabriel auf einem Bild und die Jungfrau Mariens auf dem anderen. Thema ist dabei die „Verkündigung Mariens“.
- Colijn de Coter

Hier ist ein Gemälde zu bewundern, das die Kreuzabnahme zeigt. Es stammt von Colijn de Coter, einem flämischen Maler (1446–1538), der in Messina in der 2. Hälfte des 15. Jahrhunderts tätig war. Dieses Gemälde soll ein Fragment sein. Es soll früher ein Monumentgemälde gewesen sein, das später zersägt und in alle Welt verstreut wurde. Als möglicher Zeitpunkt kommt 1678 in Frage, nach dem erfolglosen Aufstand der Handels- und Finanzaristokratie Messinas, die „Merli“.
- Herri met de Bles

Herri met de Bles (auch: Il Civetta; 1480–1550) war ein flämischer Maler. Das ausgestellte Gemälde stammt von ihm.
- Francesco Laurana

Laurana (1430–1502) war Bildhauer. Seine Statue „Madonna mit Kind“ stammt aus der Kirche Sant´Agostino.
- Antonello de Saliba

Er war Maler (1497–1535). Sein Gemälde „Madonna mit Kind“, stammt aus der Kirche San Sebastiano di Pagliara.

### Fünfter bis Achter Ausstellungsraum: Gemälde, Figuren, Grabdenkmäler und Dekor aus dem 16. Jahrhundert

#### Fünfter Ausstellungsraum
- Girolamo Alibrandi (auch: Il Raffaello da Messina; * um 1470 in Messina; † um 1524) war ein sizilianischer Maler.

Zwei Gemälde von Alibrando werden hier ausgestellt:
Die „Presentazione di Gesu al Tempio“ (Präsentation des Christuskindes im Tempel) und ein Gemälde des Heiligen Petrus: „San Pietro“. Er ließ sich in Messina nach vorausgegangenem Jurastudium in der Schule des Landsmannes Salvo d’Antonio zum Künstler ausbilden. Nach dem Tode seines Vaters bereiste er das italienische Festland. In Mailand genoss er den direkten Unterricht des Leonardo da Vinci. Hierauf begab er sich nach Rom und schloss Freundschaft mit Raffael. Alibrando soll zeitweise parallel zu Raffael in Rom gearbeitet und sich dabei malerisch in der Anlage einiger Figuren an seinen Freund orientiert haben (s. sein Hauptwerk: Presentazione di Gesu al Tempio, 1519). Diese Nähe zu Raffael brachte ihm den zweiten Namen Raffaello da Messina ein. Schon in Mailand war er offenbar in persönliche Beziehung zu Cesare da Sesto getreten, in dessen Begleitung er dann nach Beendigung seiner Festlandreise nach Messina zurückkehrt.
Das Hauptwerk des Alibrando ist die „Presentazione di Gesu al Tempio“, eine lebensgroße Darstellung im Tempel, 1519 gemalt für die Compagnia della Candelora zu Messina. Es ist in ein Ölgemälde auf 99 × 118 cm und hing ursprünglich im Dom in Messina. Das Bild zeigt die Jungfrau Maria mit dem Christuskind, das sie soeben dem Simeon darreicht, inmitten eines zahlreichen Gefolges von Tempelbesuchern, durch die korinthischen Arkaden der Tempelhalle wird die Stadt Jerusalem sichtbar mit prächtigen Gebäuden und einer weiten Hintergrundlandschaft. Von Alibrando soll weiterhin die Purificazione della Santa Vergine im Dom zu Messina stammen.
- Antonello Gagini

Gaggini (1478–1536) war Bildhauer. Hier ist eine Skulptur der Madonna mit Kind zu sehen, die aus der Kirche S. Francesco d’Assisi stammt.

#### Sechster Ausstellungsraum
- Giovanni Angelo Montorsoli

Montorsoli (1507–1563) war Bildhauer und Architekt. Die Figur der „SCYLLA“ wurde von Montorsoli geschaffen und stammt aus dem Neptunsbrunnen von 1557.
- Mariano Riccio

Riccio war Maler. Das hier ausgestellte Gemälde aus dem 16. Jahrhundert zeigt die Kreuzabnahme und stammt ursprünglich aus der Kirche Santa Maria Maddalena.
- Polidoro da Caravaggio

Caravaggio (1500–1546) war Maler. Sein Gemälde zeigt die Anbetung und stammt aus der Kirche Santa Maria di Altopascio.

#### Siebter Ausstellungsraum
- Rinaldo Bonanno

Bonanno (1530–1600) war Bildhauer. Das hier ausgestellte Marmorrelief zeigt die „Dame mit Einhorn“.
- Deodato Guinaccia

Guinaccia (1551–1581) war ein Maler aus Neapel. Sein Gemälde (1580) zeigt „Anbetung“.

#### Achter Ausstellungsraum
- Alessandro Allori

Alloris Gemälde (1590) zeigt die „Madonna dell’Itria“.
- Antonino Biondo

Sein Gemälde zeigt die „Heirat der Hl. Catherina“.

### Neunter bis Elfter Ausstellungsraum: Kulturgeschichte des Seicento

#### Neunter Ausstellungsraum
- Andrea Calamech Rinaldo Bonanno

Das hier ausgestellte Marmorgrabdenkmal „Marchesi-Barresi“ wurde von Bonanno ausgeführt und von Calamech entworfen. Es stammt aus der Kirche Santa Maria del Gesù.
- Filippo Paladini

Paladini war ein Maler aus der Toskana. Sein Gemälde zeigt die „Stigmatisierung des Hl.Franciscus“.

#### Zehnter Ausstellungsraum
- Michelangelo Merisi da Caravaggio

Eines der beiden hier ausgestellten Gemälde zeigt die „Anbetung des Kindes“ von 1609. Einst hatte der Senat Messinas dieses Gemälde für „1000 scudi“ erworben und damals der Kirche der Cappuccini übergeben. Das andere Gemälde heißt „Auferstehung des Lazarus“ 1609 und wurde im Auftrag des Giovan Battista De Lazzari ausgeführt.
- Alonso Rodriguez

Rodriguez wurde in Messina 1578 geboren und ist dort 1648 verstorben. Er war ein Schüler des Caravaggio und das hier ausgestellte Gemälde heißt „Der ungläubige Heilige Thomas“.
- Matthias Stomer (1600–1650)

Von Stomer ein Ölgemälde: „Gaius Mucius Scaevola vor Porsenna“.
- Mario Minniti (1577–1640)

Das Gemälde heißt „Wunder von der Witwe aus Naim“ und stammt aus der Kirche der Cappuccini.

#### Elfter Ausstellungsraum
- Antonio Barbalonga (1600–1649)

Das Gemälde Barbalongs zeigt die „Pietà“.
- Giovanni Battista Quagliata (1603–1673)

Das Gemälde Quagliatas heißt „Natività della Vergine“ und zeigt die Geburt der Jungfrau Maria.
- Mattia Preti (* 1613 in Taverna (Kalabrien); † 1699 in Valletta (Malta))

Hier ist das Gemälde der „Madonna della Lettera“ (Maria des Briefes) zu sehen. Diese Madonna della Lettera spielt für Messina eine wichtige Rolle. Dieses Gemälde wurde aus der Kirche San Giovanni Decollato in das Museum gebracht und ist 272 × 170 cm groß. Weiterhin ist hier ein anderes Gemälde „Cristo deposto“ (niederliegender Christus) zu sehen. Dieses ist ein Ölgemälde auf 95 × 107 cm und stammt aus dem Museo Civico Peloritano. Preti selbst ist ein italienischer Maler, der auch „Il Cavalliere Calabrese“ genannt wurde, weil er aus dem süditalienischen Kalabrien stammte. Um 1630 ging er nach Rom und lernte die Techniken der Malerei bei Caravaggio. Seine Kunstfertigkeiten verfeinerte er in den Jahren 1653 bis 1660 bei Battistello in Neapel. Von 1661 bis zu seinem Tod war Preti in Malta tätig, wo er eine Reihe von Gemälden für die „Galleria Ruffo in Messina“ (Gemäldegalerie Ruffo in Messina) anfertigte (Siehe: V. Ruffo, „Galleria Ruffo nel Secolo XVII in Messina“, Bollettino d’Arte, vol. X (1916), S. 239–256, 284–318. Auch Grosso-Caccopardi nennt Gemälde Pretis aus der Gemäldegalerie des Ruffo aus Messina). Zu seinen Werken gehören unter anderen die im Museo Regionale di Messina befindlichen Gemälde Madonna della Lettera und Cristo Deposto.
- Domenico Maroli

Maroli ist ein Maler aus Messina (1612–1676) und das hier ausgestellte Gemälde zeigt „Loth und seine Töchter“. Es stammt aus dem Museo Civico Peloritano.

### Zwölfter Ausstellungsraum: Kulturgeschichte des Settecento Messinas
- Giovanni Tuccari

Giovanni Tuccari (* 1667 in Messina; † 1743 ebenda) war ein italienischer Maler des Barock. Zwei Gemälde stehen hier von Tuccari: Einerseits das Bild: „Mosè salvato dalle acque“ (Moses aus den Gewässern gerettet) aus der Kirche Santa Maria delle Grazie. Andererseits das Gemälde „l’Ester ed Assuero“ (die schöne Jüdin Esther und der König Ahasveros (hebräisch: אֲחַשְׁוֵרוֹש, Achashverosh Artaxerxes), von Babylonien aus dem Buch Esther 1:1-2) bzw. dem Midrasch Esther Rabba, I, 3. Tuccari ist einer der typischen Vertreter des sizilianischen Barock. Er malte die Fresken für die Kirche San Benedetto in Catania (1726). Diese Kirche aus dem frühen 18. Jh. ist mit Stuckarbeiten und Fresken des Künstlers ausgeschmückt, die das Leben des Heiligen Benedikt und seine Herrlichkeit darstellen. Er malte auch für Sant’ Antonio in Castiglione di Sicilia, und für die Pinacoteca Zelantea in der sizilianischen Küstenstadt Acireale. Auch die Kirche Santa Maria delle Grazie in Messina enthält seine Arbeiten. Im Alter von ungefähr 77 Jahren starb der Maler Giovanni Tuccari an der damals vorherrschenden Pestepidemie in seiner Heimatstadt Messina.
- Filippo Tancredi

Tancredis Gemälde „Visitazione“ zeigt den Besuch Marias bei ihrer Mutter Anna. Es ist ein Ölgemälde auf 202 × 144 cm und stammt aus dem Oratorium von San Giacomo

## Gemäldegalerie im Museo Regionale di Messina

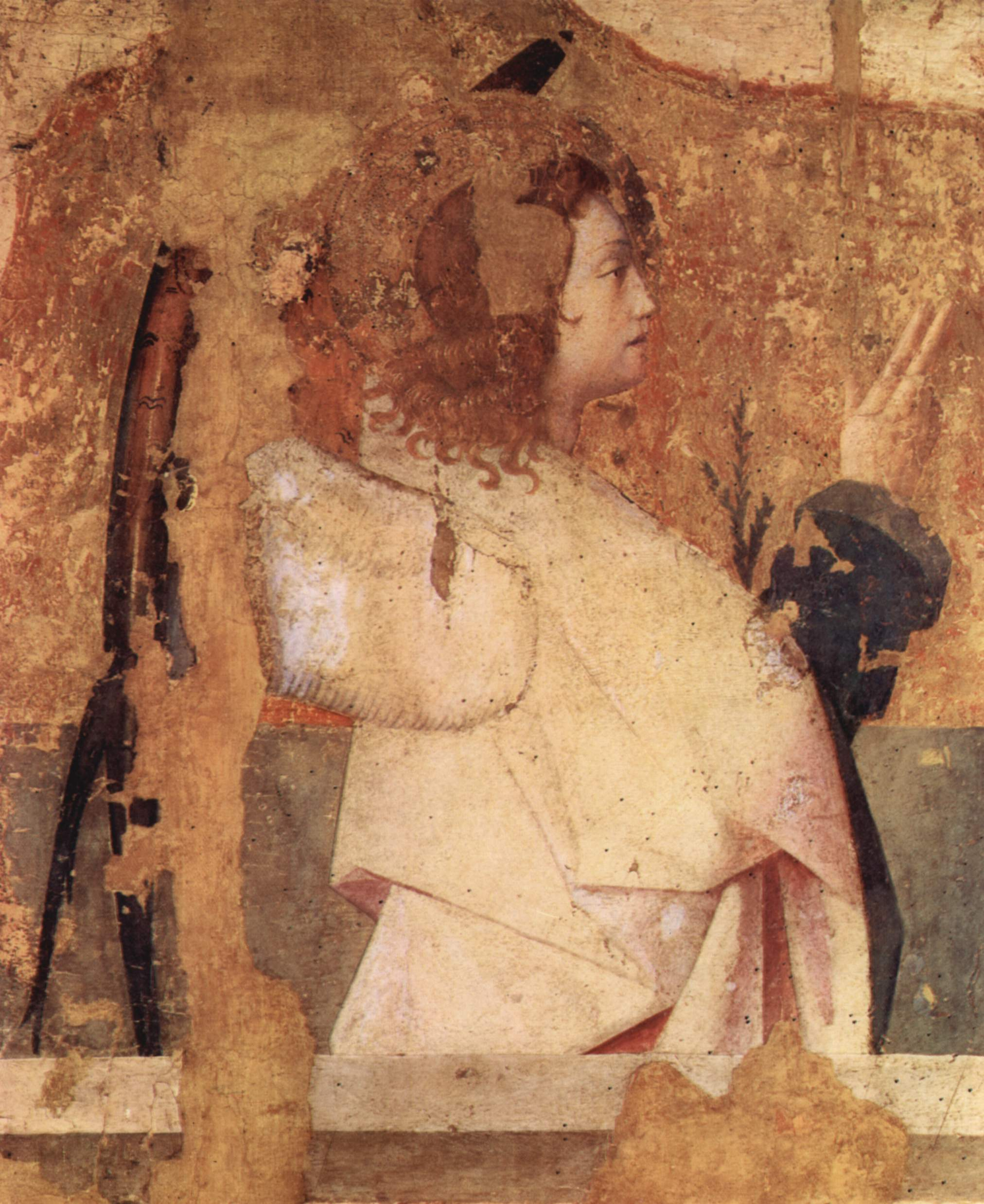
4. Raum: Antonello: Erzengel Gabriel
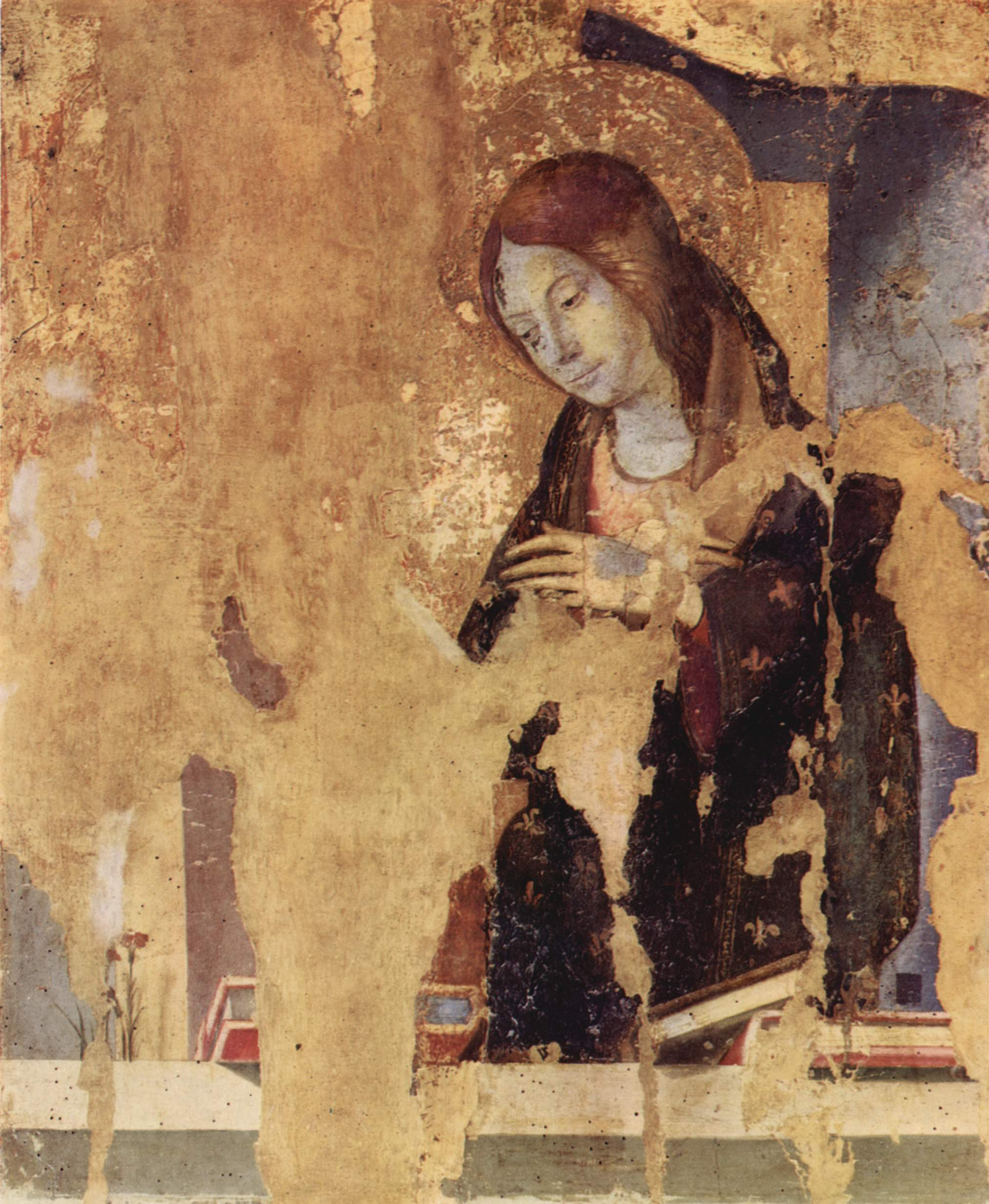
4. Raum: Antonello: Verkündigung Mariens
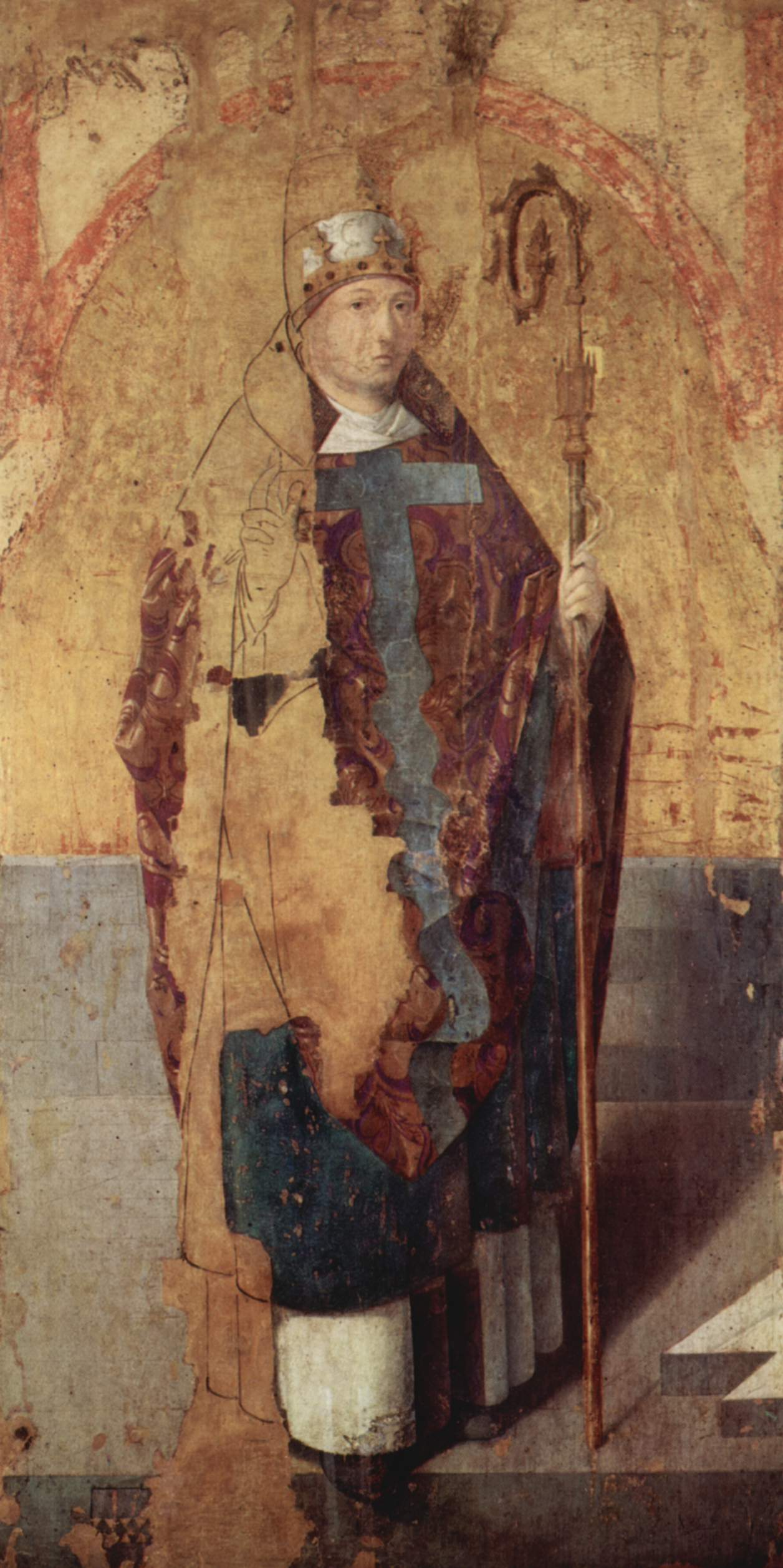
4. Raum: Antonello:  Hl. Gregor
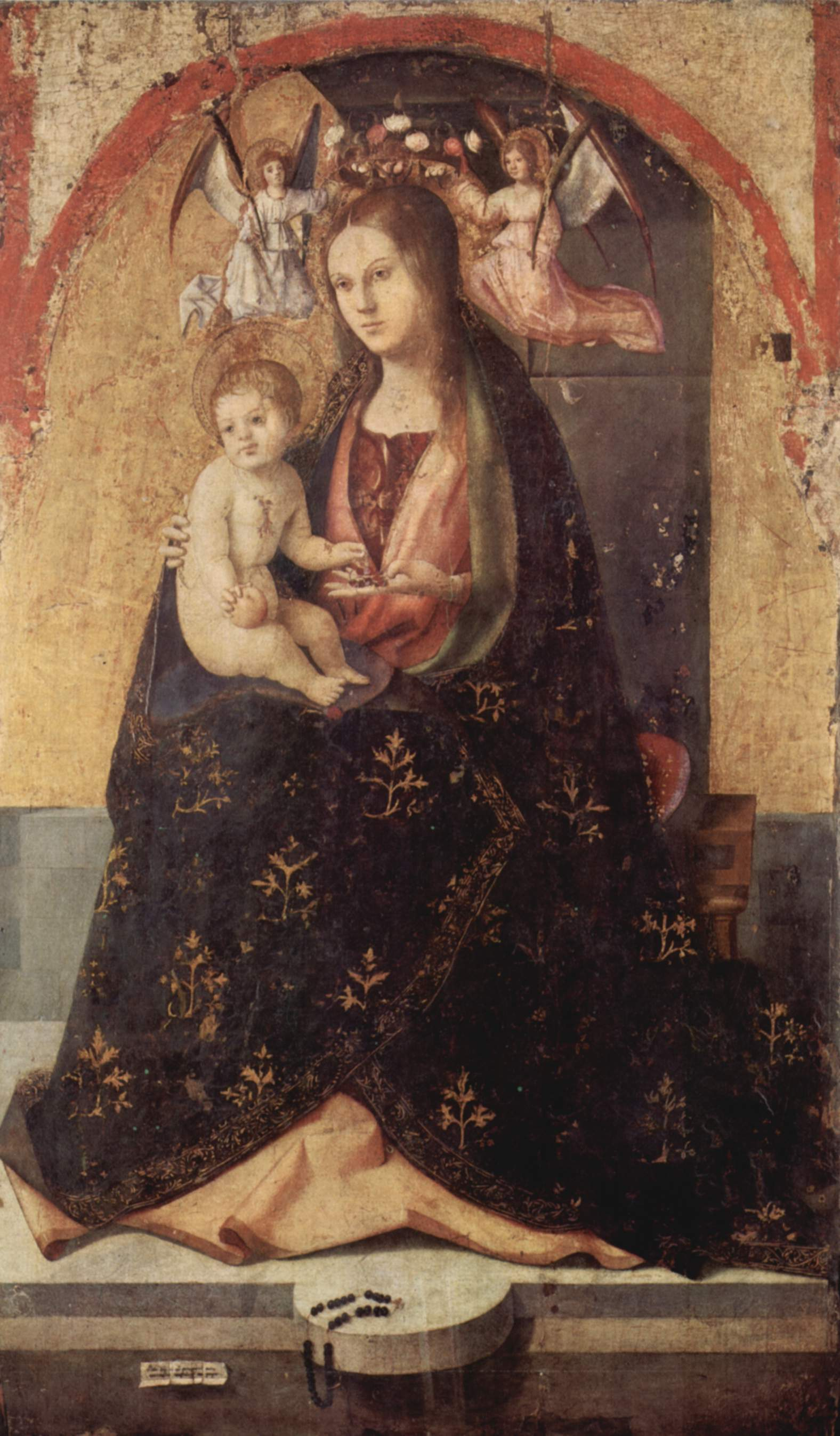
4. Raum: Antonello: Madonna del Rosario
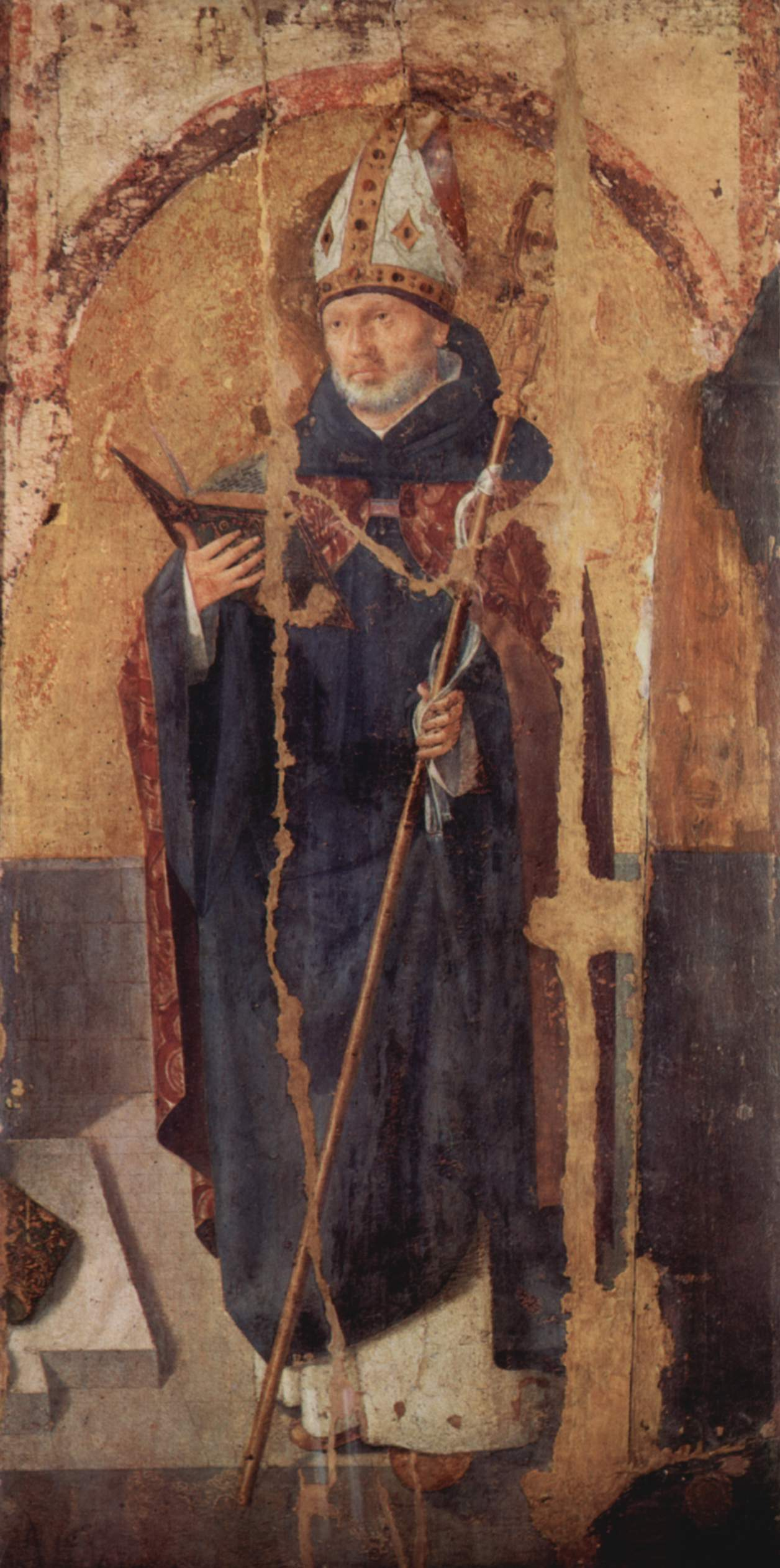
4. Raum: Antonello: Hl.Benedikt
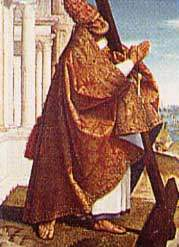
5. Raum: Girolamo Alibrandi: Petrus
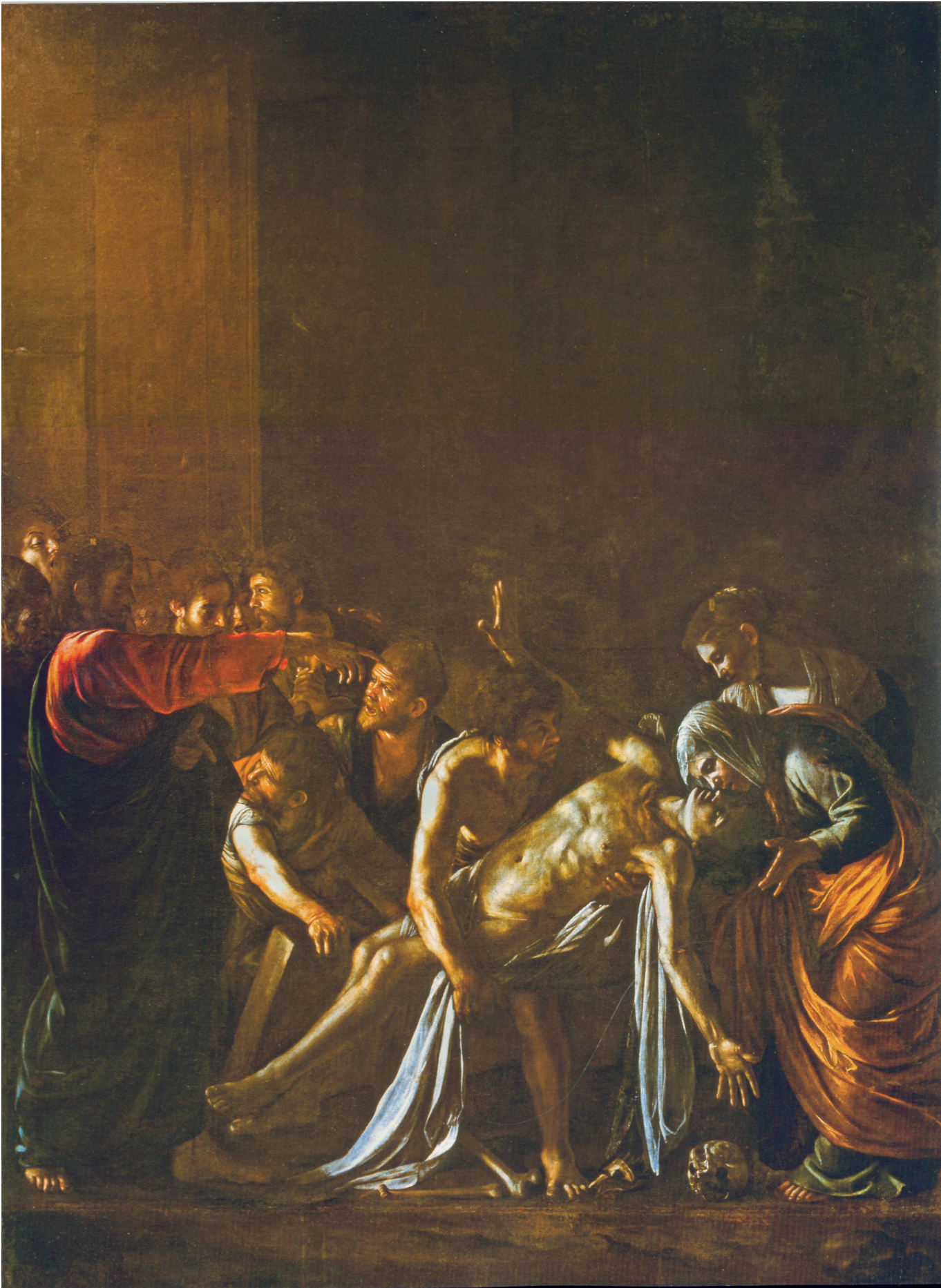
10. Raum: Caravaggio:  Lazzarus
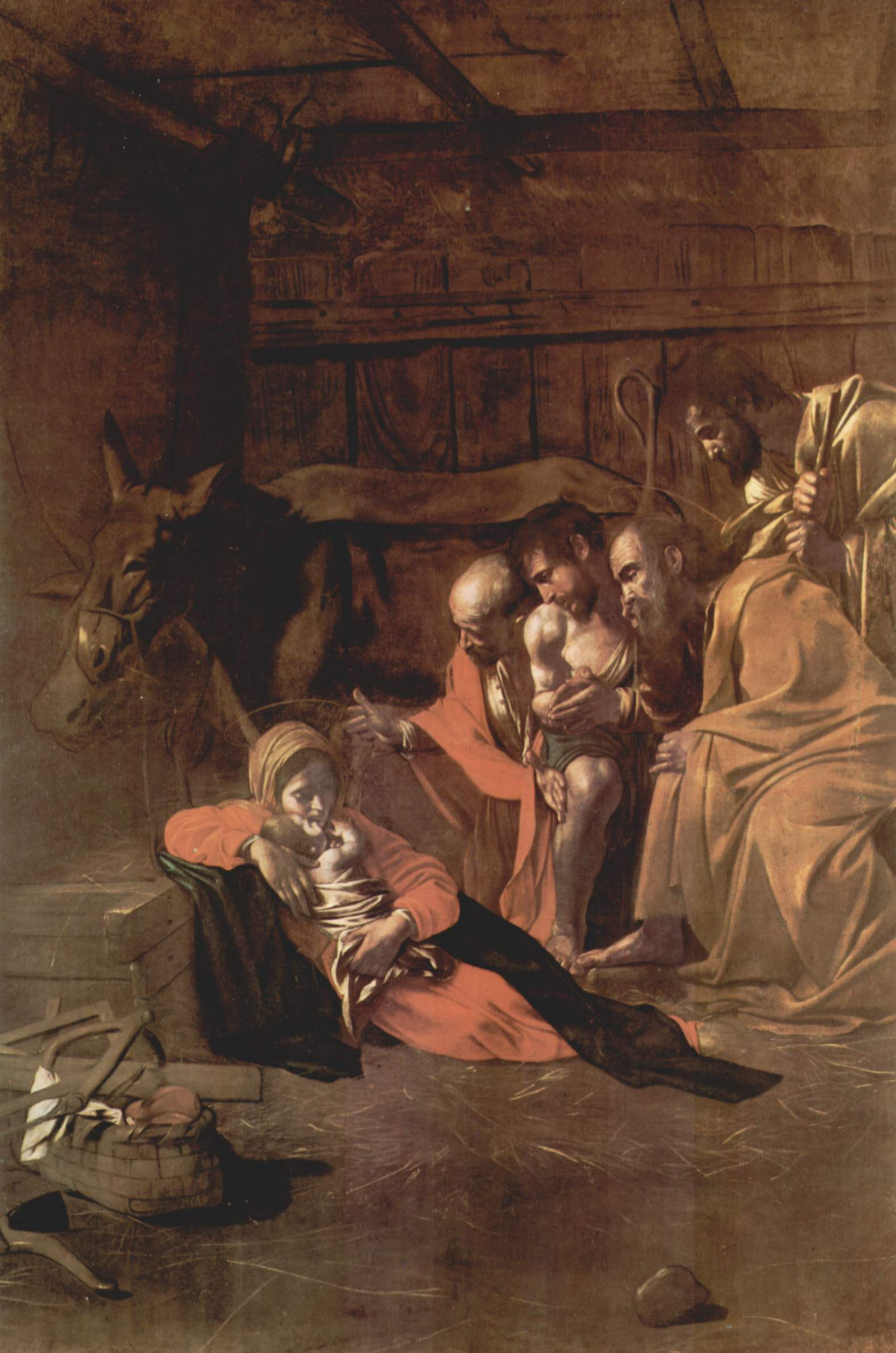
10. Raum: Caravaggio:  Anbetung
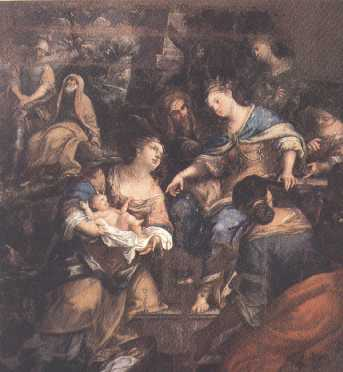
12. Raum: Tuccari:„Moses aus den Gewässern gerettet“